# Johann Gustav Stickel

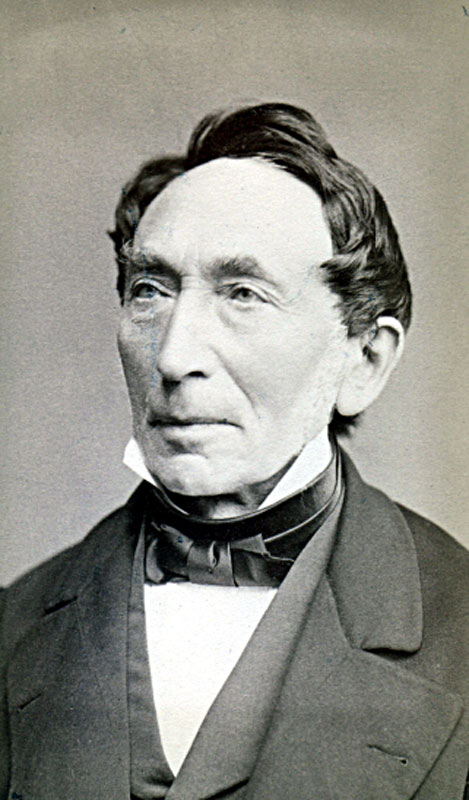
Johann Gustav Stickel

Johann Gustav Stickel (* 18. Juli 1805 in Eisenach; † 21. Januar 1896 in Jena) war ein deutscher evangelischer Theologe, Orientalist und Numismatiker.

## Leben
Johann Gustav war der Sohn des späteren Inspektors und Rechnungsführers des Weimarer Zuchthauses Johann August Stickel. Er wuchs ab dem vierten Lebensjahr in Buttstädt und später in Weimar auf. Nach ausreichender Vorbereitung besuchte er das Gymnasium in Weimar, wo er sich einige Preise erwarb und eine besondere Vorliebe für orientalische Sprachen entwickelte. Um Theologie und Philologie zu studieren, bezog er 1823 die Universität Jena, wo Johann Gottfried Ludwig Kosegarten und Andreas Gottlieb Hoffmann seine prägendsten Lehrer wurden. Zudem hatte er weitere Vorlesungen bei Heinrich August Schott, Johann Traugott Leberecht Danz, Ludwig Friedrich Otto Baumgarten-Crusius, Heinrich Karl Eichstädt, Ferdinand Gotthelf Hand und Karl Wilhelm Göttling absolviert. 1826 bestand er sein theologisches Kandidatenexamen, wurde 1827 Doktor der Philosophie und erwarb sich im selben Jahr das Bakkalaureat der Theologie.
Am 13. November 1827 habilitierte er sich in Jena. Durch den Kontakt mit Johann Wolfgang von Goethe entwickelte er eine Vorliebe für Numismatik und erhielt von der Weimarer Regierung 1829 ein Stipendium von 300 Reichstalern für eine Studienreise. Diese führte ihn nach Paris, wo er Antoine-Isaac Silvestre de Sacy und andere bedeutende Vertreter der orientalischen Sprachen kennen lernte. Zurückgekehrt nach Jena wurde er 1830 außerordentlicher Professor der Theologie und promovierte am 4. Juli 1832 zum Doktor der Theologie. Am 11. April 1836 wurde er ordentlicher Honorarprofessor der Theologie für orientalische Sprachen in Jena und wechselte am 27. September 1839 als ordentlicher Honorarprofessor der morgenländischen Sprachen und Literatur an die philosophische Fakultät. 1848 wurde er ordentlicher Professor der orientalischen Sprachen an der philosophischen Fakultät. Seit dem Wintersemester 1843/44 war er Direktor des orientalischen Privatseminars und 1840 des großherzoglichen orientalischen Münzkabinetts, welches er um 20.000 Münzen bereicherte.
1876 war er Deputierter auf dem internationalen Orientalistenkongress in St. Petersburg. Zudem beteiligte er sich an den organisatorischen Aufgaben der Universität Jena. So war er einige Male Dekan der philosophischen Fakultät und in den Sommersemestern 1854, 1863 Rektor der Alma Mater. Stickel hatte im Laufe seines Lebens einige Ehrungen erfahren. 1845 wurde er Gründungsmitglied und 1892 Ehrenmitglied der Deutschen Morgenländischen Gesellschaft in Leipzig, 1846 Mitglied der numismatischen Gesellschaft in Berlin, 1873 Ehrenmitglied der Wiener Numismatischen Gesellschaft, 1878 Ehrenmitglied der numismatischen Gesellschaft in London und 1896 Ehrenmitglied der Königlichen Akademie gemeinnütziger Wissenschaften zu Erfurt. Zudem wurde er 1858 Ritter des Ordens vom weißen Falken und 1892 zum Geheimrat ernannt.

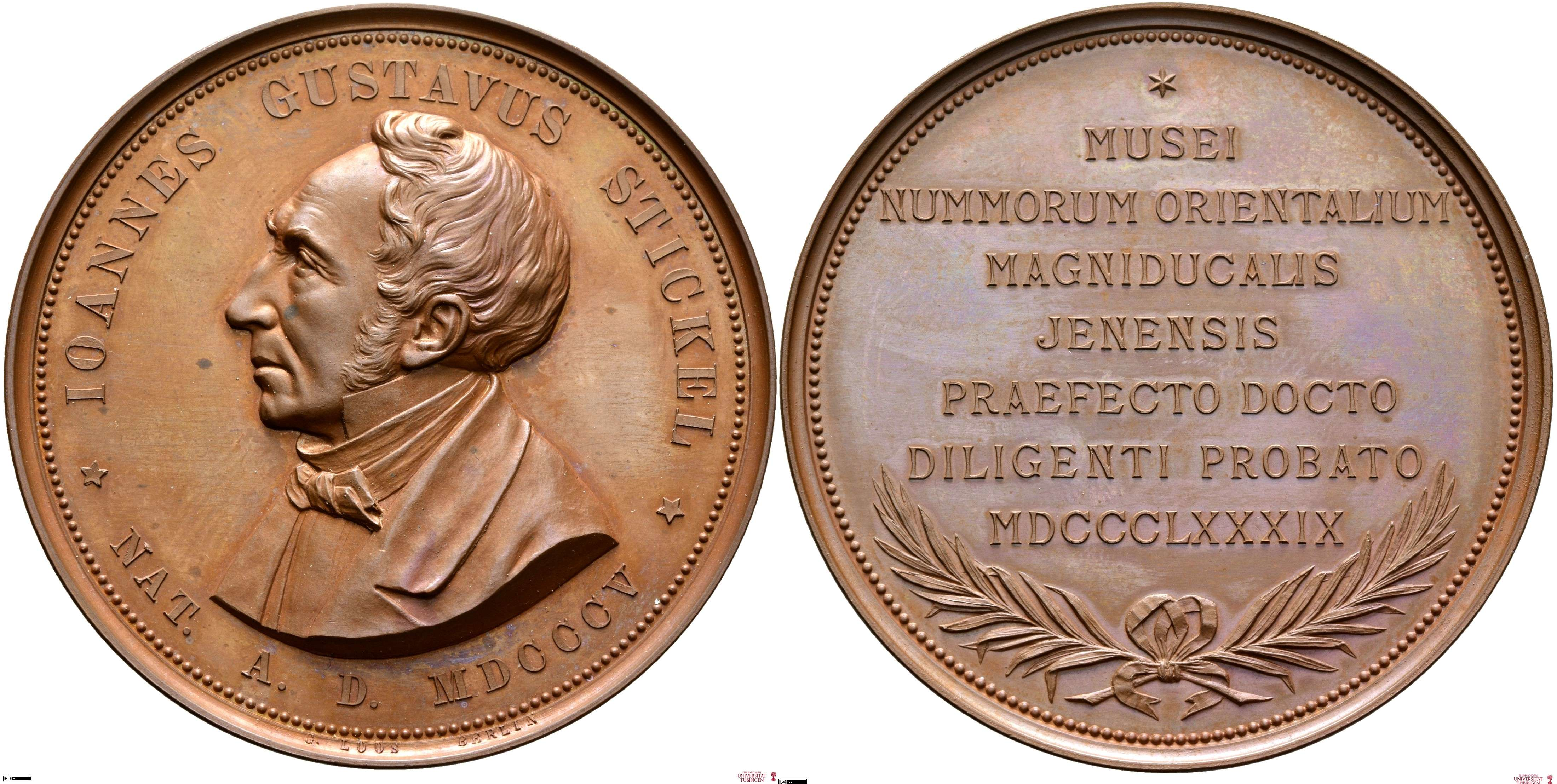
Medaille Johann Gustav Stickel 1889

1889 widmete man Stickel eine Medaille, die vom jenaischen Großherzog Karl Alexander in Auftrag gegeben wurde. Sie ehrt Stickel für seine 50-jährige wissenschaftliche Tätigkeit als Orientalist und in seiner Rolle als Kustos der orientalischen numismatischen Sammlung.

## Schriften (Auswahl)
- Biga commentationum de morali primaevorum Christianorum conditione secundum sacros, novi Testamenti Libros. Neustadt an der Orla, 1826 (Online)
- Prolusio ad interpretationem tert. capit. Habacuci. Part. I. Neustadt an der Orla, 1827 (Online)
- Commentatio philologico-historico-critica in Jobi Locum Celeberrimum Cap. XIX. 25-27 de Goële. Jena 1832 (Online)
- Sententiae Ali b. Ali-Taleb, arab. et persice. ed. Jena 1832 (Online)
- Das Buch Hiob, rhythmisch gegliedert und übersetzt. Leipzig 1842 (Online)
- Handbuch zur morgenländischen Münzkunde. Leipzig 1845 (Online) und 1870 (Online), 2. Bde.
- Das Grossherzogliche Orientalische Münzcabinet zu Jena. Leipzig 1845 (Online)
- De gemma Abraxea nondum edita Commentat. Jena 1848 (Online)
- Münzlegende des Sefiden-Schah Ismaël I. in einem heiligen Reisebuch. In: Zeitschrift der Deutschen Morgenländischen Gesellschaft, Band 6. 1852. S. 521–525 (Digitalisat).
- Was sind دنانير الصورية? In: Zeitschrift der Deutschen Morgenländischen Gesellschaft, Band 8. 1854. S. 837–839 (Digitalisat).
- Ueber einige muhammedanische Münzen. In: Zeitschrift der Deutschen Morgenländischen Gesellschaft, Band 9. 1855. S. 249–255 (Digitalisat).
- De Dianae Persicae Monumento Graechwyliano. Jena 1856 (Online)
- Mittheilungen über die vom Hrn. Vicekanzler Dr. Blau in Konstantinopel dem Orientalisten-Verein zu Hamburg präsentirten muhammedanischen Münzen. In: Zeitschrift der Deutschen Morgenländischen Gesellschaft, Band 10. 1856. S. 292–301 (Digitalisat).
- Otto Blau; Johann Gustav Stickel: Zur muhammedanischen Numismatik und Epigraphik. In: Zeitschrift der Deutschen Morgenländischen Gesellschaft, Band 11. 1857. S. 443–474 (Digitalisat).
- Die orientalische Münzsammlung des Obrist-Lieutenant von Gemming in Nürnberg. In: Zeitschrift der Deutschen Morgenländischen Gesellschaft, Band 12. 1858. S. 324–330 (Digitalisat).
- Das Etruskische durch Erklärung von Inschriften und Namen als semitische Sprache erwiesen. Leipzig 1858 (Online)
- Commentatio De ephesiis Litteris Linguae Semitarum Vindicandis. Jena 1860 (Online)
- Das Hohelied in seiner Einheit und dramatischen Gliederung mit Übersetzung. Leipzig 1887, Berlin 1888
- De carminibus heroicis graecorum comicis. De margita Homerico. 1887